# 廣瀬久和
廣瀬 久和（ひろせ ひさかず、1947年8月5日 - ）は、日本の法学者。専門は民法・消費者法。東京大学名誉教授。元青山学院大学教授。星野英一門下。

## 略歴
東京都生まれ。東京都立新宿高等学校、サッチャー高校（米国）卒、1973年東京大学法学部（第一類）卒業。
1973年東京大学法学部助手、1976年9月上智大学法学部講師、77年助教授、1980年東京大学教養学部助教授。1988年エックス・マルセイユ大学法学部大学院（私法専攻）博士課程修了(D.E.A.取得)。1994年東京大学教養学部教授、1995年東京大学大学院法学政治学研究科教授、2009年定年、名誉教授。同年青山学院大学法学部教授、2016年定年、青山学院大学法務研究科教員。

## 社会的活動
- 法務省法制審議会民法部会幹事（1990年 - 1998年）同委員（1998年 - 2001年）
- 経済産業省電気事業審議会専門委員（1999年 - ）
- 経済産業省総合エネルギー調査会臨時委員（2001年 - ）
- 内閣府委託調査 社団法人商事法務研究会「製品安全に係る情報開示のあり方に関する調査」委員長（2002年）
- 内閣府委託調査 社団法人商事法務研究会「消費者の安全のあり方に関する研究会」委員長（2003年）
- 国土交通省「自動車等リコール検討会」委員(2006年 - ）
- 民法（債権法）改正検討委員会全体会議委員（2006年 - ）
- 内閣府委託研究（株）日本総合研究所「消費者の意思決定行動に係る経済実験の実施及び分析調査」委員長（2008年 - ）
- UNIDROIT（私法統一国際協会）国際商事契約原則作業部会委員（1992年 - 1997年）、同協会コレスポンデント（1992年 - ）
- Diritto del commercio internazionale 誌 collaboratore estero（1992年 - ）

## 著書
- 「レセプトゥム（receptum）責任の現代的展開を求めて―場屋（特に旅店）営業主の責任を中心に―（1）~（4）」（上智法学論集21巻1号75-122頁、21巻2=3号23-70頁、23巻3号17-101頁、26巻1号83-133頁、1977年~1983年）
- 「附合契約と普通契約約款」『岩波講座基本法学4（契約）』313頁（岩波書店、1983）
- “The Development of the Legal Principle of Undue Influence in India”East Asian Cultural Studies Vol. 25, pp.131-159（1986）
- “L'argument du prix dans les discussions sur les conditions generales des contrats” Revue de la recherche juridique - Droit Prospectif No.XII-29（1987-2）pp.497-522（1987年）
- 「現代契約法論―内容規制の諸問題」私法54号32-50頁（1992年）
- 「離婚原因」私法56号12-27頁（1994年）
- 「諸外国における土地・建物の欠陥被害とその救済：イギリス」研究調査リポート91221号 160-222頁（日本住宅総合センター、1999年）
- 『ユニドロア国際商事契約原則』（共著）（商事法務、2004年）
- 「団体・法人とマーケット（上）‐兵庫県手延素麺協同組合『揖保乃糸』考」NBL 806号20-25頁（2005年）
- 「民法の諸原則と人間行動」文明11・12合併号（東海大学文明研究所、2008年）